# Türdämpfer
Ein Türdämpfer ist ein Bewegungsdämpfer für Türen. Er kann derzeit  als Reibdämpfer oder als fluiddynamischer Dämpfer ausgeführt sein. Häufig sind Türdämpfer Bestandteil eines Türschließers, der neben einem ölhydraulischen einstellbarem Dämpfer auch über eine Feder zum Schließen des Türblatts verfügt. Für kleinere Türen und Klappen, wie Möbeltüren und Toilettendeckel, werden auch Reibungsdämpfer eingesetzt.

## Bauformen

### Türschließer
Türdämpfer mit Rückholfeder sind über ein Hebelwerk und Getriebe mit der Tür verbunden. Beim Öffnen der Tür wird eine vorgespannte Feder durch das Öffnungsmoment weiter gespannt. Die Dämpfer sind dabei durch Rückschlagventile außer Funktion gesetzt. Wird die Tür nicht mehr offen gehalten, schließt das durch die Feder ausgeübte Drehmoment die Tür, wobei ein hydraulischer Dämpfer die Geschwindigkeit begrenzt. Dazu dient ein einstellbares Drosselventil. In einem durch das Hebelwerk einstellbaren Winkelbereich, kurz bevor die Tür ins Schloss fällt, wird ein weiteres Drosselventil freigegeben. Mit diesem kann die Winkelgeschwindigkeit der Tür im Bereich kurz vor dem Schließen wieder gesteigert werden, um die für den Schließvorgang nötigen Kräfte sicher aufzubringen.

### Türdämpfer mit Gasfederdämpfer
Diese Bauart ist häufig in Kraftfahrzeugen und an Maschinentüren vorzufinden und wird unter dem Artikel Gasdruckfeder beschrieben.

### Türdämpfer mit Reibungsdämpfer
Dieser Typ wird meistens für (Möbel)türen mit horizontaler Drehachse eingesetzt und dient dort gleichzeitig zur Begrenzung des Öffnungswinkels. Der Dämpfer besteht aus zwei schleifenden Elementen, die von einer Feder zusammengedrückt werden. Die Vorspannkraft der Feder sollte so eingestellt sein, dass die Tür beim „Auffallenlassen“ im Anschlag keine unnötigen Kraftspitzen verursacht.

### Türdämpfer in kleiner Bauform (u.a. für Möbeltüren)
Die üblichen mini-Türdämpfer basieren auf den Prinzipien der Fettreibung und Oberflächenreibung. Mit ihnen gelingt es, Türschlaggeräusche und Schwingungen stark zu reduzieren. Sie werden meist am festen Türrahmenteil befestigt und treten nur im Winkelbereich kurz vor der geschlossenen Türendlage in Aktion. Dazu werden sie von einer integrierten Feder beim Öffnen der Tür in die Arbeitsstellung bewegt, von der aus sie beim Schließen der Tür die Dämpfungswirkung während ihres Arbeitshubs entfalten. Der Hub liegt gewöhnlich im cm-Bereich. Auf Grund des Fettreibungsprinzips wird der brauchbare Temperaturbereich vom Fett bestimmt und kann bei einfachen Fetten beispielsweise durch direkte Sonnenbestrahlung oder Kälte zum vorübergehenden Ausfall führen.